# بيتر فيالا
بيتر فيالا هو عالم سياسة وسياسي تشيكي، ولد في 1 سبتمبر 1964 في برنو في جمهورية التشيك. نشط حزبياً في الحزب الديمقراطي المدني (7 نوفمبر 2013 – 7 نوفمبر 2013).

## مناصب
- في 2017 Czech parliamentary election [الإنجليزية]‏، انتخب عضو برلمان التشيك ‏ خلال فترته النيابية ‏ (21 أكتوبر 2017 – ).
- في 2013 Czech parliamentary election [الإنجليزية]‏، انتخب عضو برلمان التشيك ‏ خلال فترته النيابية ‏ (26 أكتوبر 2013 – 26 أكتوبر 2017).
- انتخب نائب رئيس  [لغات أخرى]‏ Chamber of Deputies Caucus of the Civic Democratic Party [الإنجليزية]‏ (6 نوفمبر 2013 – 9 ديسمبر 2014).
- انتخب رئيس مجلس الإدارة Czech Rectors Conference  [لغات أخرى]‏ (2009 – 2011).
- انتخب زعيم حزب الحزب الديمقراطي المدني (18 يناير 2014 – ).
- انتخب نائب مدير المدرسة جامعة ماساريك (2011 – 2012).
- انتخب رئيس الجامعة جامعة ماساريك (1 سبتمبر 2004 – 31 أغسطس 2011).
- انتخب عميد Masaryk University Faculty of Social Studies  [لغات أخرى]‏ (2004 – 2004).
- انتخب vice dean  [لغات أخرى]‏ Masaryk University Faculty of Social Studies  [لغات أخرى]‏ (2002 – 2004).
- انتخب مدير International Institute of Political Science of Masaryk University  [لغات أخرى]‏ (1996 – 2004).